# L'Enfant Sauvage Tour: Live in Europe 2012
«L'Enfant Sauvage Tour - Live in Europe 2012» es un álbum en directo digital de la banda Gojira. Fue lanzado en el año 2012 por un sello independiente.

## Lista de canciones
| N.º | Título                                | Duración |  |
| 1.  | «Explosia»                            | 6:24     |  |
| 2.  | «Flying Whales»                       | 5:26     |  |
| 3.  | «Backbone»                            | 4:10     |  |
| 4.  | «The Heaviest Matter of the Universe» | 4:06     |  |
| 5.  | «L'Enfant Sauvage»                    | 3:38     |  |
| 6.  | «The Art of Dying»                    | 8:16     |  |
| 7.  | «Toxic Garbage Island»                | 5:15     |  |
| 8.  | «Wisdom Comes»                        | 2:31     |  |
| 9.  | «Oroborus»                            | 4:52     |  |
| 10. | «Vacuity»                             | 5:48     |  |
| 12. | «The Gift of Guilt»                   | 6:12     |  |

El enlace de descarga fue enviado por correo electrónico a quienes reservaron entradas o entradas VIP para la gira estadounidense de Gojira de 2013 después del espectáculo al que asistieron.
El título del álbum es el que se encuentra en los archivos mp3.

## Personal
- Joe Duplantier – voz, guitarra
- Christian Andreu – guitarra
- Jean-Michel Labadie – bajo
- Mario Duplantier – batería